# Дор (Брусноволовский сельсовет)
Дор — деревня в Нюксенском районе Вологодской области.
Входит в состав Городищенского сельского поселения (с 1 января 2006 года по 8 апреля 2009 года входила в Брусноволовское сельское поселение), с точки зрения административно-территориального деления — в Брусноволовский сельсовет.
Расстояние до районного центра Нюксеницы по автодороге — 54 км, до центра муниципального образования Городищны по прямой — 14 км. Ближайшие населённые пункты — Новая Дуброва, Брусноволовский Погост, Слекишино, Малая Горка.
По переписи 2002 года население — 30 человек (12 мужчин, 18 женщин). Всё население — русские.